# Erik Balling
Erik Balling (sinh ngày 29 tháng 11 năm 1924 - mất ngày 19 tháng 11 năm 2005) là đạo diễn điện ảnh Đan Mạch.
Balling bắt đầu sự nghiệp từ năm 1946, khi làm việc cho Công ty Nordisk Film (Đan Mạch). Phim đầu tay của Balling là phim "Adam và Eva" (1953. Năm 1956, Balling đạo diễn phim màu đầu tiên của Đan Mạch, phim "Kispus". Cùng năm, Balling đạo diễn phim "Qivitoq", phim này được đề nghị phát giải Cành cọ vàng của Liên hoan phim Cannes và giải Oscar cho phim nói tiếng nước ngoài hay nhất (nhưng không được chọn).
Balling được nổi tiếng về bộ phim dài 13 tập "Olsenbanden" (Olsen Gang) (1968 - 1981) (tập 14 thì Erik Balling làm cố vấn) cùng với bộ phim truyền hình nhiều tập "Matador" và "Ballade på Christianshavn". Thập niên 1960, Balling đạo diễn vở nhạc kịch "Sommer i Tyrol" (Summer in Tyrol) (1964), phim hoạt hình "Poeten og Lillemor" (The poete and the Little Mother) (3 tập), "Slå først, Frede" (1965) và "Slap af, Frede" (1966)

## Các phim của Erik Balling
- 1953: Adam og Eva (Adam and Eve)
- 1956: Kispus
- 1956: Qivitoq (được đề nghị trao giải Cành cọ vàng và giải Oscar)
- 1959: Poeten og Lillemor (The poete and the Litlle Mother) (phim hoạt hình, 3 tập)
- 1960: Fairh, Hope and Witchcraft
- 1962: Den kære familie
- 1964: Døden kommer til middag (Death comes at High Noon)
- 1965: Operation Lovebirds
- 1967: Martha
- 1968 - 1981: Olsenbanden (Olsen Gang) (13 tập)
- 1971: Ballade på Christianshavn
- 1978 - 1981: Matador (phim truyền hình dài tập)
- 1984: Midt om Natten